# 亀田駅

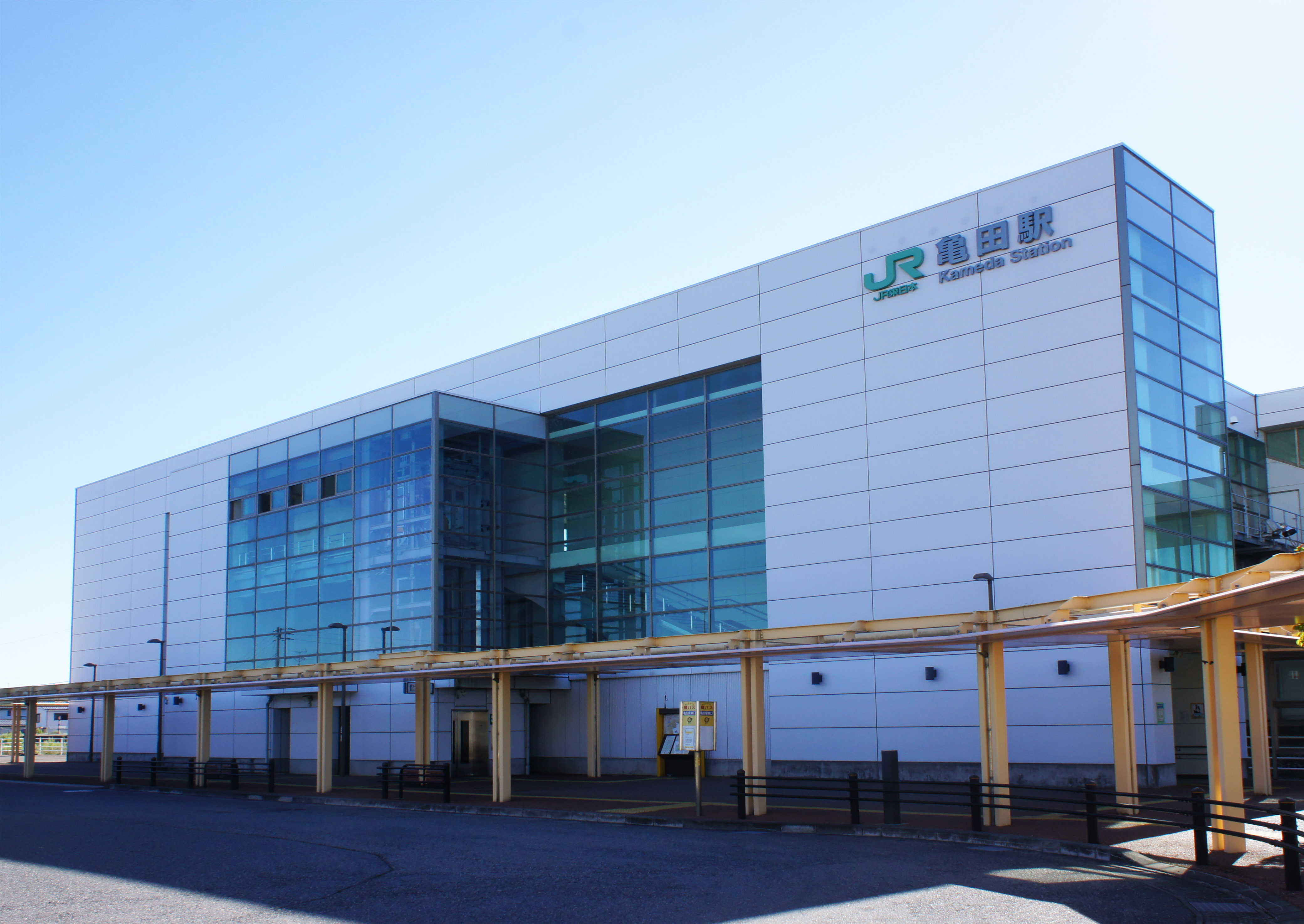
東口（2021年9月）

亀田駅（かめだえき）は、新潟県新潟市江南区東船場1丁目にある、東日本旅客鉄道（JR東日本）信越本線の駅である。

## 歴史
- 1897年（明治30年）11月20日[2]：北越鉄道 沼垂駅 - 一ノ木戸駅（現在の東三条駅）間開業の際に開設[4]。
- 1907年（明治40年）8月1日：北越鉄道が国有化され、帝国鉄道庁（国有鉄道）の駅となる[4]。
- 1951年（昭和26年）4月5日：信越本線（貨物支線）の亀田駅 - 万代駅（貨物駅）間開業[4]。
- 1957年（昭和32年）10月1日：同（貨物支線）の亀田駅 - （石山信号場） - 大形駅間開業[4]。
- 1987年（昭和62年）
  - 1月18日：みどりの窓口を開設[5]。
  - 4月1日：国鉄分割民営化に伴い、東日本旅客鉄道（JR東日本）の駅となる[4]。
- 1999年（平成11年）10月：東口駅舎の供用を開始。
- 2004年（平成16年）
  - 5月22日：橋上化工事に伴い、西口に仮駅舎を開設。
  - 12月2日：自動改札機の供用を開始[6]。
- 2005年（平成17年）10月1日：橋上駅舎の使用を開始[7][8]。
- 2006年（平成18年）1月21日：ICカード「Suica」の利用が可能となる[9]。
- 2017年（平成29年）4月1日：業務委託化に伴い亀田駅長を廃止し、新潟駅長管理下となる。
- 2025年（令和7年）3月1日：指定席券売機を導入[10]。

### 駅舎の変遷

#### 整備に至る経緯
1928年（昭和3年）完成の旧西口駅舎は老朽化が進んで手狭になりつつあった。当駅周辺では1970年代中盤から駅東側でも宅地化が進められ、1974年（昭和49年）には向陽（現亀田向陽）地内に新潟県立新潟向陽高等学校が開校し、1980年代には亀田町（当時）が整備した都市公園「亀田公園」が竣工した。
さらに、1990年代には福祉施設「新潟ふれ愛プラザ」の建設計画や、当時新潟市川岸町（現中央区）に校舎があった新潟明訓高等学校の移転計画も具体化した。また周辺住民や向陽高校の通学者が、駅近くの踏切や線路内で無理な横断を試みて事故に遭遇するケースが頻発するなど、東側に出入口がない駅構造上の問題もあって、次第に駅東西の歩行者の往来に不便が生じつつあった。また、西口の駅前通りである一般県道亀田停車場線も道幅がやや狭隘な単車線の道路で、特に朝夕のラッシュ時など、利用者の多い時間帯には歩行者・自動車が往来する上で大きなネックとなっていた。
このような状況からJR新潟支社や亀田町には、1980年代以降、「亀田駅に東口を設けてほしい」「駅前通りを拡幅してほしい」などといった町民や利用者からの請願がたびたび寄せられていた。当時、JR新潟支社と町は将来的に駅舎を改築する意向を示していたが、周辺の地盤が軟弱であることなどから、駅東側の都市基盤整備・宅地開発と一体的に整備を進める方針であったため、着手時期は未定とされた。

#### 東口の開設

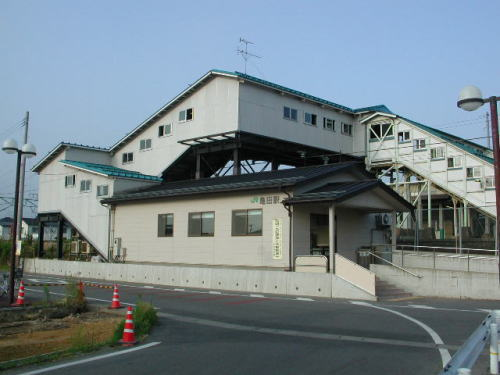
旧東口駅舎（2004年7月）

1999年（平成11年）6月、前述の駅舎改築の前提として東口駅舎の暫定供用を開始。跨線橋を東側へ延伸し、線路横の町道に面する形で駅舎が設けられた。これにより、駅東側の利用者の便は若干ながら改善された。しかし従来の跨線橋を延伸しただけで自由通路は設けられていなかったため、駅構内で東西を自由に往来することはできず、またエレベーターやエスカレータの設置などといったバリアフリー対策も執られなかったため、車椅子利用者は階段を昇降する際、駅社員の介助が必要であった。

#### 橋上化および周辺整備

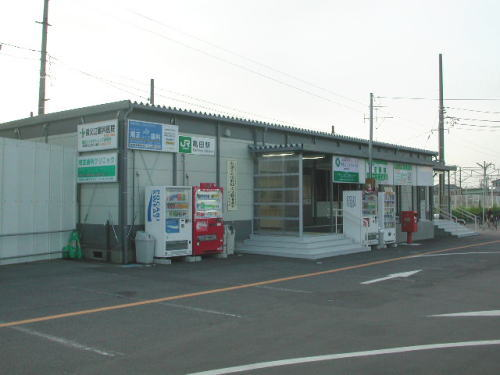
西口の仮駅舎（2004年7月）

その後、JR新潟支社と新潟県、亀田町は老朽化した駅舎の建て替えとバリアフリー化を目指し、国土交通省から「まちづくり交付金」の給付を受けて駅舎改築と駅周辺地区整備の事業に本格着手し、2004年（平成16年）4月から駅舎と県道の改修に着工した。その後亀田町は2005年（平成17年）3月21日に新潟市へ編入され、整備事業は市が継承。さらに、2007年（平成19年）4月1日の政令指定都市移行に伴い、県道の改修事業も県から市へ継承された。なお駅舎改築前のホーム配置は、西側から相対式の1番線、島式の2・3番線の2面3線となっていた。このうち待避ホームの2番線は待避・折り返し列車をなくし、使用を停止した。旧西口駅舎は5月22日をもって使用を停止し、撤去。西口にはプレハブ造の仮駅舎が設けられた。その後、橋上部と東西双方のエントランス部を建設し、2005年（平成17年）10月1日に現駅舎の仮供用を開始した。この際、旧2・3番ホームは2番線を撤去して拡幅。1番線と3番線に挟まれた島式ホームとし、現在のホーム配置となった。
さらにこの整備事業の一環として西口駅前に、新潟市が建設事業を進めていた「亀田駅前地域交流センター」が2007年（平成19年）4月1日に開設された。1・2階が立体駐輪場で、3階にはギャラリー、会議室などを有する「地域交流センター」と、住民基本台帳・戸籍・納税関連などといった市の証明書発行手続きの一部が行える「江南区役所亀田行政サービスコーナー」が設けられている（サービスコーナーは4月16日開設）。この3階フロアが駅舎2階の東西自由通路とペデストリアンデッキによって接続しており、駅からそのまま入館することができる。
駅舎竣工後も東西駅前広場の整備、東口側の市道およびロータリーの新設、西口側の県道拡幅（亀田駅西土地区画整理事業）などの基盤整備が行われ、2008年（平成20年）には東口・西口の駅前広場が相次いで竣工した。その後、西口側では引き続き県道の改修が行われ、2009年（平成21年）冬に全面竣工した。

## 駅構造
島式ホーム1面2線に橋上駅舎を有する地上駅である。
新潟駅管理の業務委託駅で、JR東日本新潟シティクリエイト（JENIC）が駅業務を受託している。以前は直営駅（駅長配置）で、自駅のみの単駅管理であった。駅舎2階に設けられたコンコースの改札口には自動改札機（交通系ICカード対応）が設置されている。改札口周辺には、有人改札、みどりの窓口、多機能券売機、指定席券売機、コンビニエンスストアがある。また、バリアフリー対策として、改札内コンコースとホーム間には連絡用のエレベーターと上りエスカレーターが設置されているほか、多目的化粧室が併設されている。このほか、改札・ホーム上には発車標がホームごとに設置されている。
自由通路（亀田駅東西自由通路）は新潟市江南区建設課が管理しており、駅舎は自由通路に面して設けられている。元々の出入口は西口側のみだったが、1999年（平成11年）の東口開設を経て、2005年（平成17年）に現駅舎が竣工し、自由通路が新設された。バリアフリー対策として、西口・東口とも出入口にはエレベーター1基とエスカレーター上下各1基が設置されているほか、改札口正面には周辺地図が設置されている。
双方の駅前広場のうち、東口側は2008年（平成20年）春、西口側は2009年（平成21年）冬に竣工した。

### 亀田駅前地域交流センター
西口2階の南側は、自由通路と直結されたペデストリアンデッキによって、新潟市江南区の交流施設「新潟市亀田駅前地域交流センター」と連絡している。デッキで連絡しているセンター3階には、江南区役所亀田行政サービスコーナーと、ギャラリーや多目的ホールなどを備えた公民館施設、トイレ（前述）などがある。センター下層部の1・2階は無料の立体駐輪場となっており、1階にはトイレ（前述）と江南警察署亀田駅前交番がある。センターでは放置自転車を再利用した無料の「江南区まちなか回遊レンタサイクル」も取り扱っている。

### のりば
| 番線 | 路線      | 方向 | 行先           |
| ---- | --------- | ---- | -------------- |
| 1    | ■信越本線 | 下り | 新潟方面       |
| 2    | ■信越本線 | 上り | 新津・長岡方面 |

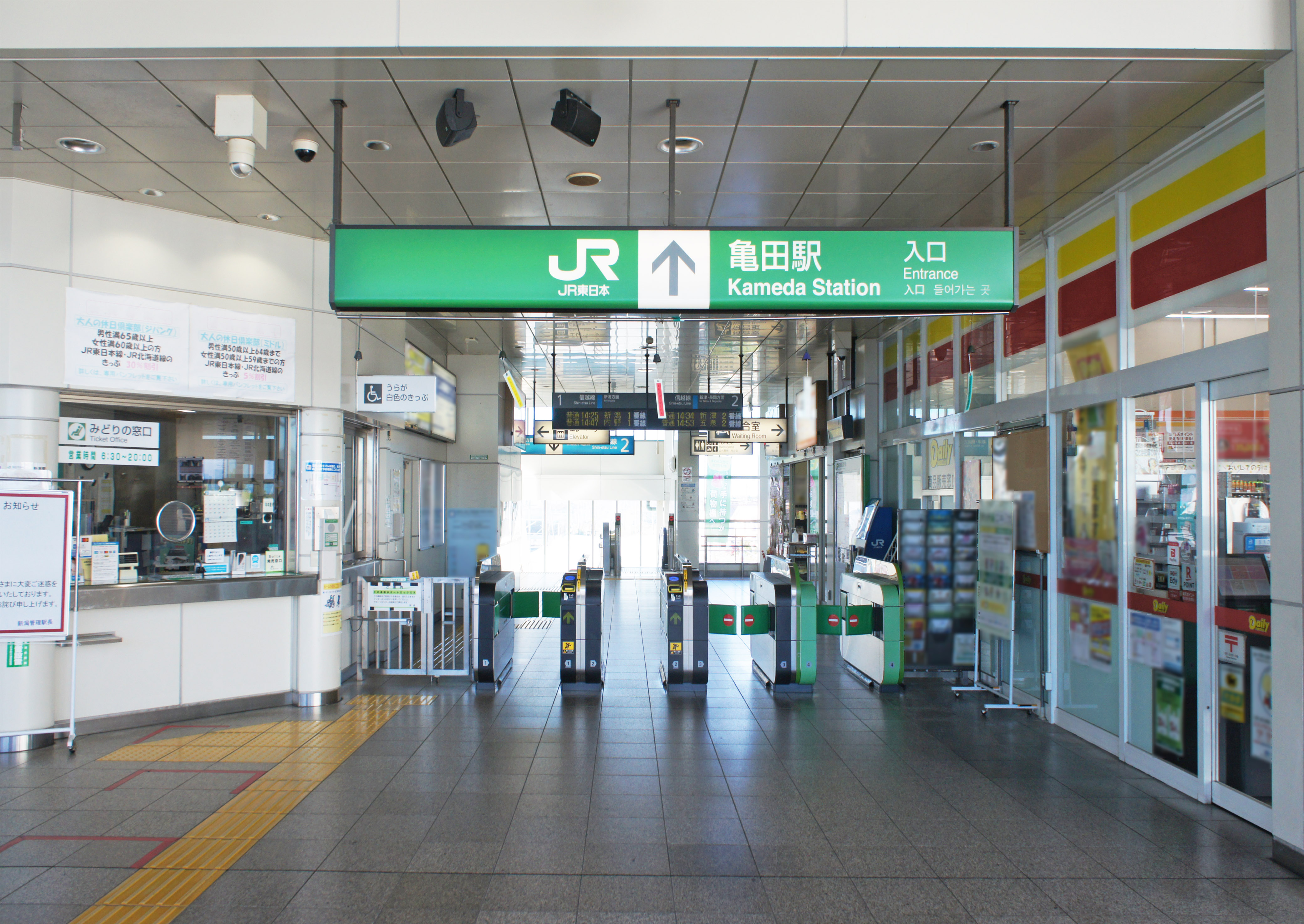
改札口（2021年9月）
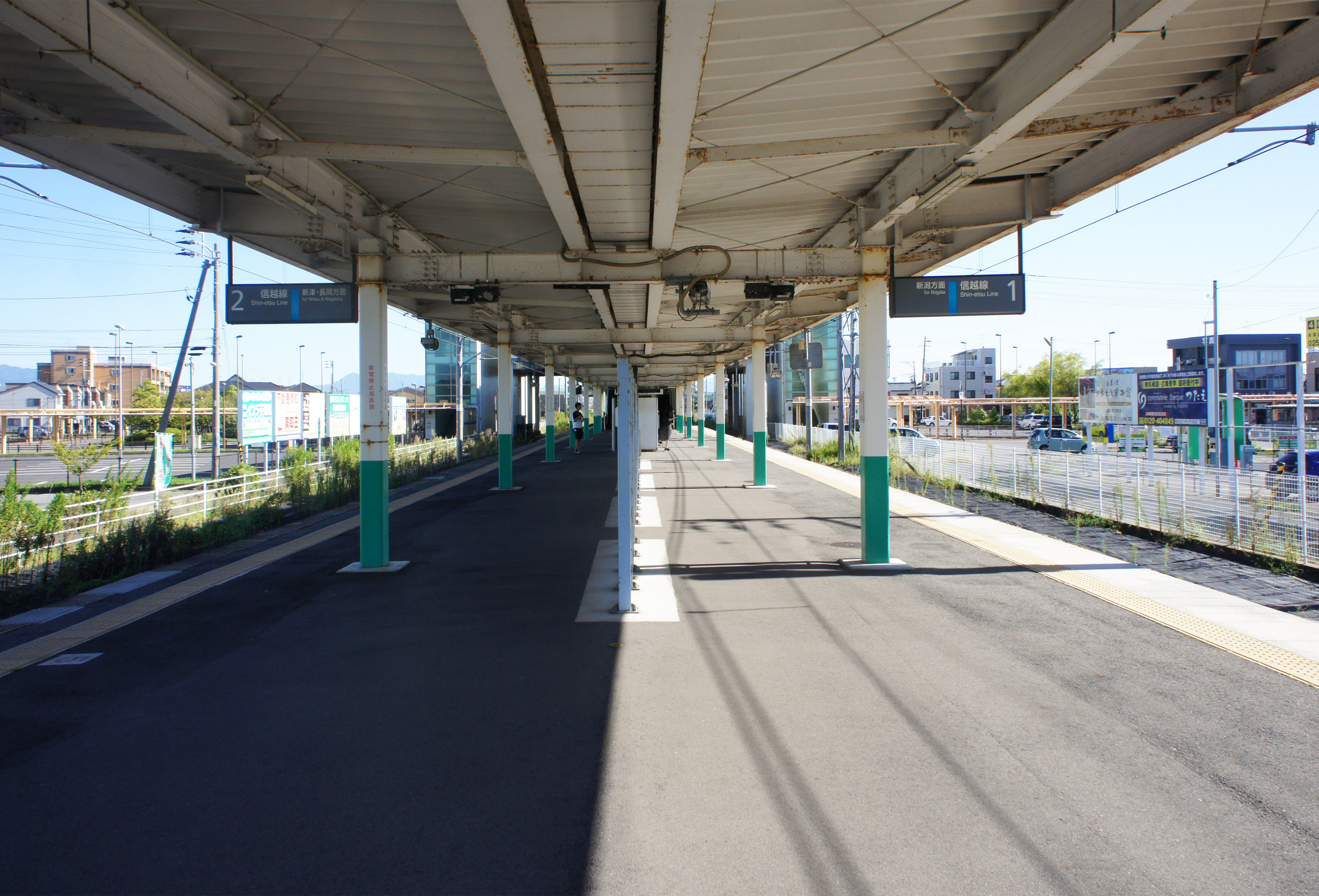
ホーム（2021年9月）
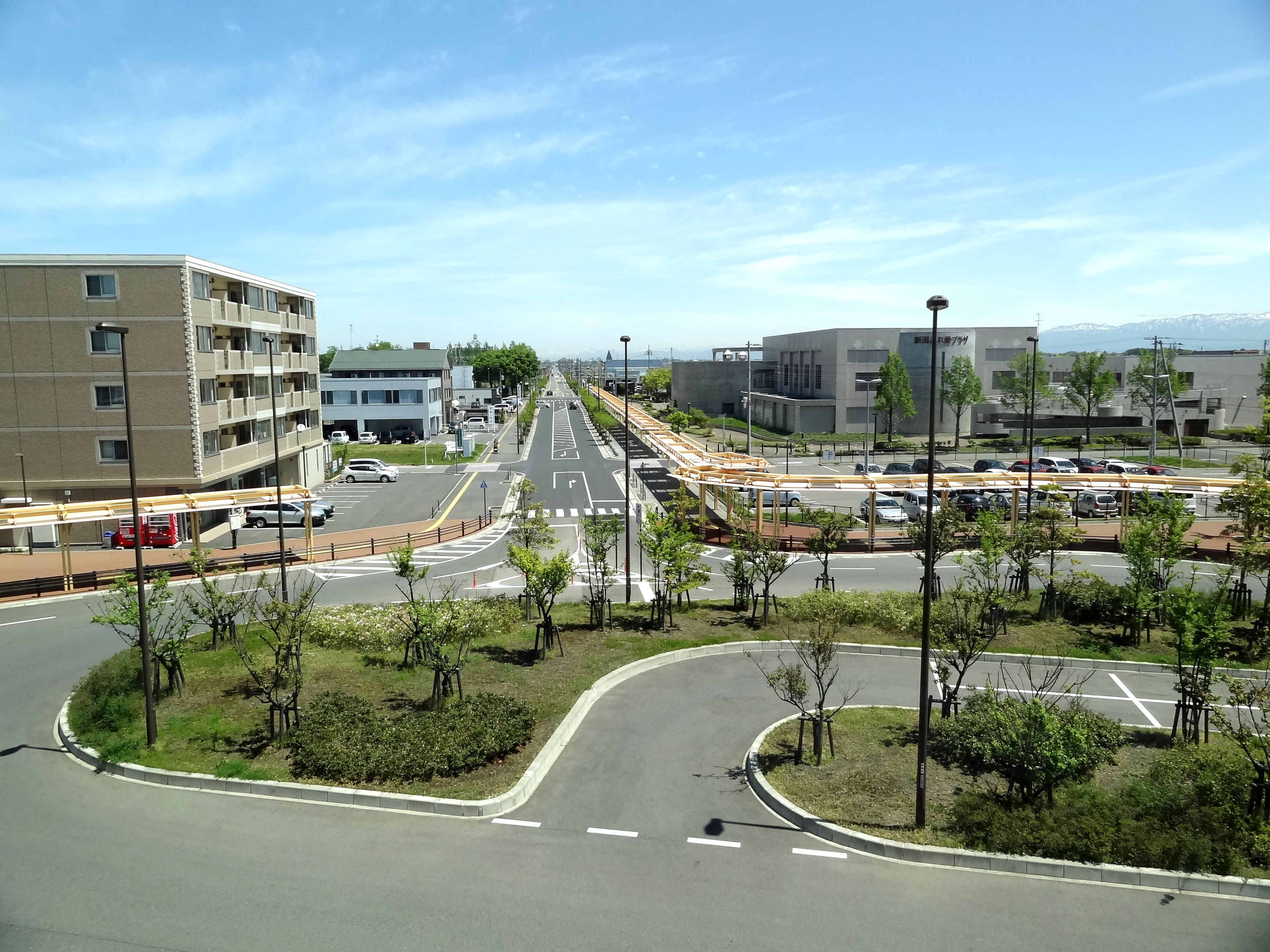
東口駅前広場（2011年5月）
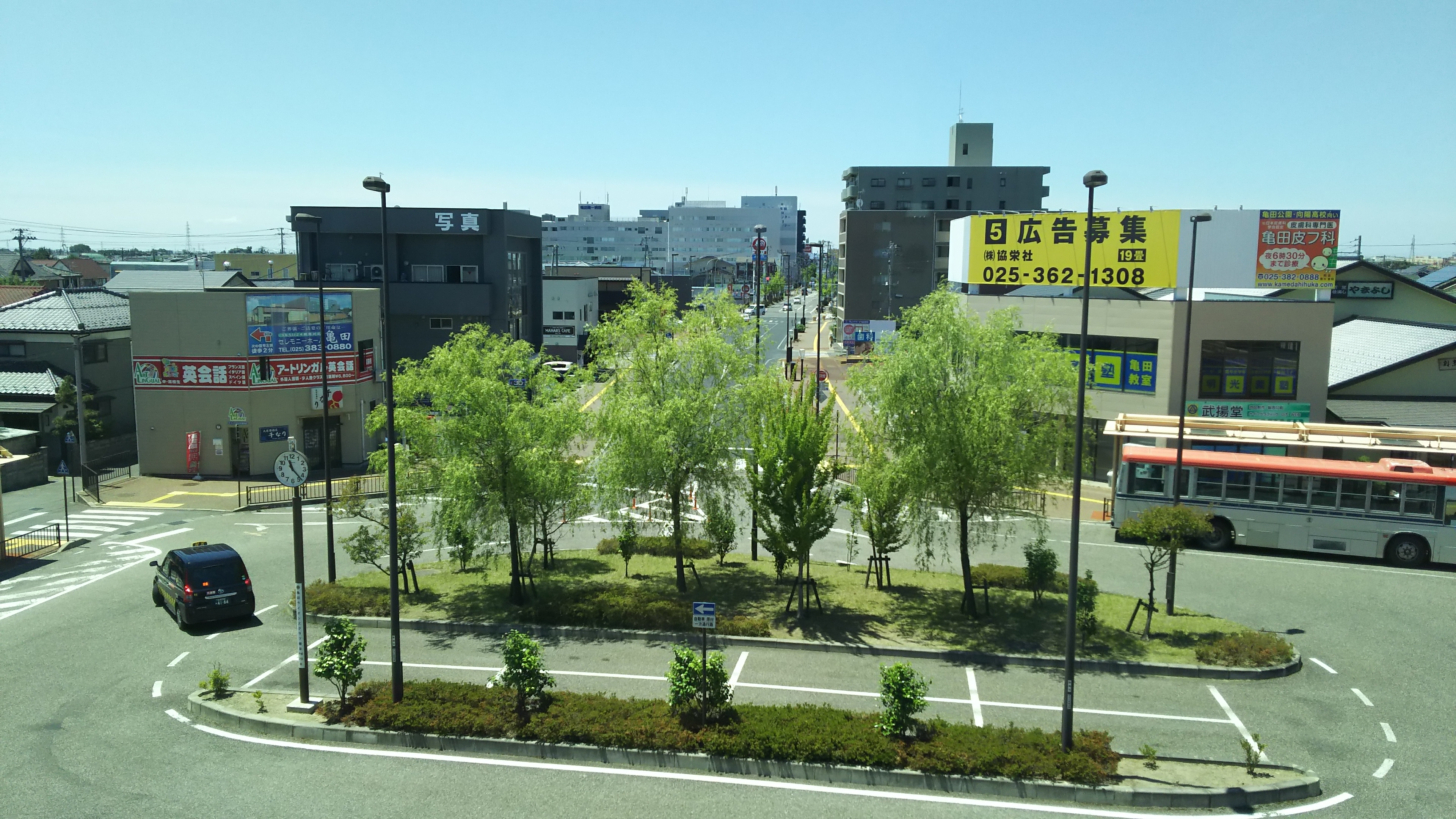
西口駅前広場（2018年6月）

## 利用状況
JR東日本によると、2023年度（令和5年度）の1日平均乗車人員は4,921人である。
2000年度（平成12年度）以降の推移は以下のとおりである。
| 1日平均乗車人員推移 | 1日平均乗車人員推移 | 1日平均乗車人員推移 | 1日平均乗車人員推移 | 1日平均乗車人員推移 |
| 年度                | 定期外              | 定期                | 合計                | 出典                |
| ------------------- | ------------------- | ------------------- | ------------------- | ------------------- |
| 2000年（平成12年）  |                     |                     | 3,881               | [ 利用客数 2 ]      |
| 2001年（平成13年）  |                     |                     | 3,837               | [ 利用客数 3 ]      |
| 2002年（平成14年）  |                     |                     | 3,764               | [ 利用客数 4 ]      |
| 2003年（平成15年）  |                     |                     | 3,767               | [ 利用客数 5 ]      |
| 2004年（平成16年）  |                     |                     | 4,224               | [ 利用客数 6 ]      |
| 2005年（平成17年）  |                     |                     | 4,609               | [ 利用客数 7 ]      |
| 2006年（平成18年）  |                     |                     | 4,652               | [ 利用客数 8 ]      |
| 2007年（平成19年）  |                     |                     | 4,776               | [ 利用客数 9 ]      |
| 2008年（平成20年）  |                     |                     | 4,822               | [ 利用客数 10 ]     |
| 2009年（平成21年）  |                     |                     | 4,907               | [ 利用客数 11 ]     |
| 2010年（平成22年）  |                     |                     | 5,021               | [ 利用客数 12 ]     |
| 2011年（平成23年）  |                     |                     | 5,164               | [ 利用客数 13 ]     |
| 2012年（平成24年）  | 1,131               | 4,065               | 5,197               | [ 利用客数 14 ]     |
| 2013年（平成25年）  | 1,155               | 4,320               | 5,475               | [ 利用客数 15 ]     |
| 2014年（平成26年）  | 1,138               | 4,057               | 5,196               | [ 利用客数 16 ]     |
| 2015年（平成27年）  | 1,162               | 4,239               | 5,402               | [ 利用客数 17 ]     |
| 2016年（平成28年）  | 1,174               | 4,228               | 5,403               | [ 利用客数 18 ]     |
| 2017年（平成29年）  | 1,162               | 4,216               | 5,378               | [ 利用客数 19 ]     |
| 2018年（平成30年）  | 1,168               | 4,209               | 5,378               | [ 利用客数 20 ]     |
| 2019年（令和元年）  | 1,095               | 4,139               | 5,234               | [ 利用客数 21 ]     |
| 2020年（令和02年）  | 725                 | 3,833               | 4,559               | [ 利用客数 22 ]     |
| 2021年（令和03年）  | 757                 | 3,782               | 4,540               | [ 利用客数 23 ]     |
| 2022年（令和04年）  | 878                 | 3,775               | 4,654               | [ 利用客数 24 ]     |
| 2023年（令和05年）  | 1,015               | 3,905               | 4,921               | [ 利用客数 1 ]      |

## 駅周辺

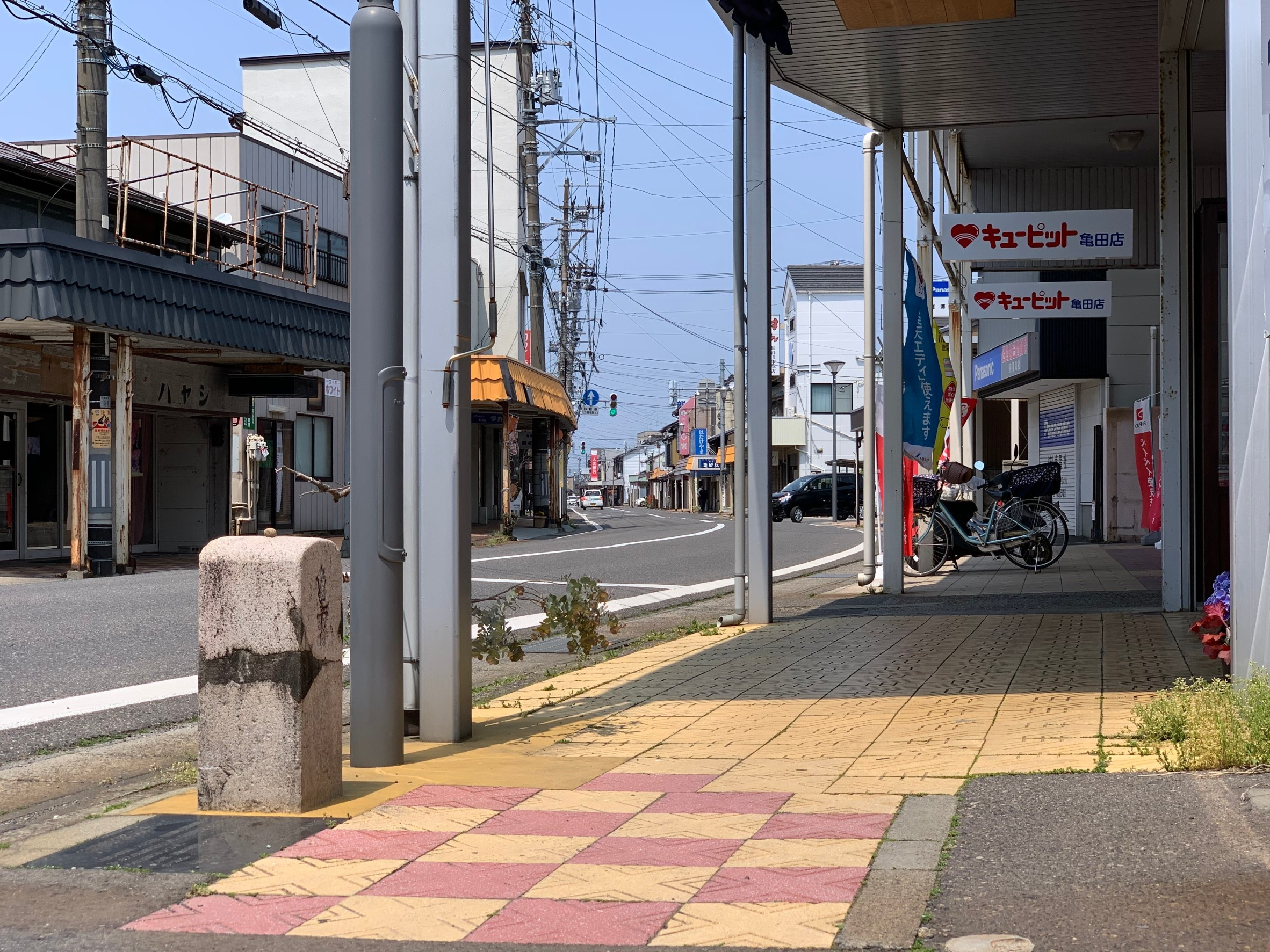
亀田本町の古くからの商店街（2020年5月）

### 西口
駅前交差点から西方向へ伸びる新潟県道16号新潟亀田内野線（通称：亀田大通り）沿いにはロードサイド店舗が立ち並ぶ。
同交差点から南方向へ延びる新潟県道5号新潟新津線沿いは古くからの商店街が形成されている。

### 東口
新潟県立新潟向陽高等学校、新潟明訓中学校・高等学校、新潟県立高等養護学校といった教育機関や亀田公園のほか、福祉施設が集中している。前述の#橋上化および周辺整備も参照。

## バス路線

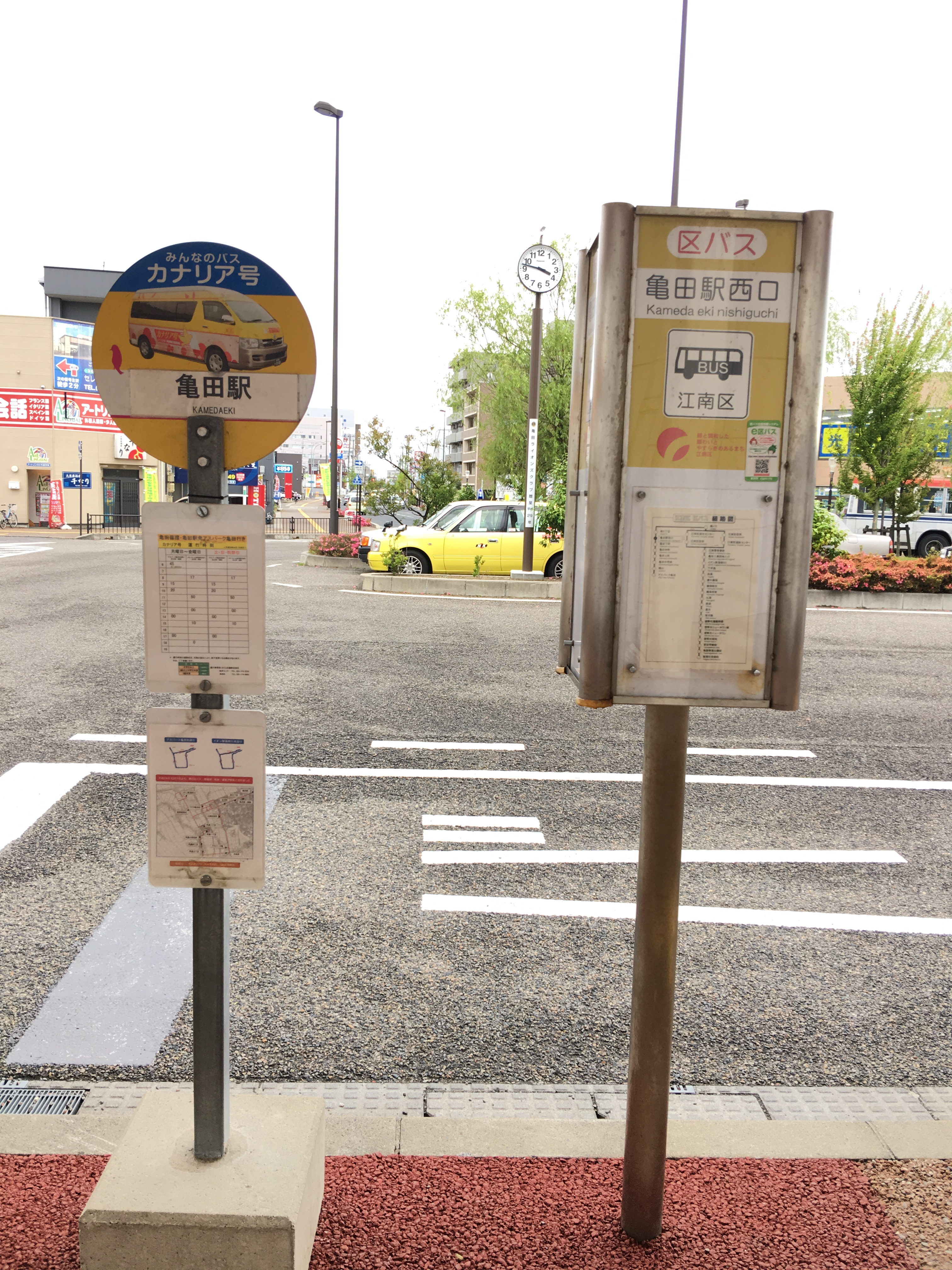
カナリア号と区バスのバス停（2017年6月、西口）

2025年（令和7年）3月現在、駅東西双方のロータリー内から区バス・住民バスが発着しているほか、新潟交通グループ（同社と新潟交通観光バス）の停留所も西口ロータリー内に設けられている。
市・区が運行する茅野山・曽野木・新潟市民病院方面のコミュニティバス「■ 江南区区バス」と茅野山・早通方面のコミュニティバス（乗合タクシー）「■ カナリア号」は西口、横越地区方面の住民バス「■ 横バス」は東口を発着する。
新潟交通グループの全路線と区バスでは、運賃精算にICカード「りゅーと」とSuicaほか全国10種類の交通系ICカードが利用できる。一方カナリア号・横バスでは、りゅーと・バスカード・各種ICカードとも利用できないが、それぞれ独自の回数券を発行している（いずれも11枚綴り・大人2,000円）。
以下の表に2025年（令和7年）1月現在の運行路線を示す。

### 西口
いずれも西口ロータリー内から発着する。なお、カナリア号のみバス停の名称が異なる。
| バス停名                        | 方面             | 路線名                         | 系統番号・行先                                                                 | 出典   |
| ------------------------------- | ---------------- | ------------------------------ | ------------------------------------------------------------------------------ | ------ |
| 亀田駅西口 （新潟交通グループ） | 郊外方面         | ■ S9 亀田・横越線              | - S90：水原 - S94・S96：新津駅・秋葉区役所 - S95：京ヶ瀬営業所 - S97：酒屋車庫 | [ 26 ] |
| 亀田駅西口 （新潟交通グループ） | 郊外方面         | ■ S6 長潟線 （大江山地区バス） | S63：大江山連絡所前                                                            | [ 27 ] |
| 亀田駅西口 （新潟交通グループ） | 新潟市中心部方面 | ■ S9 亀田・横越線              | S90・S94・S95・S96・S97・S98：新潟駅前・万代シテイ                             | [ 26 ] |
| 亀田駅西口 （新潟交通グループ） | 新潟市中心部方面 | ■ S6 長潟線 （大江山地区バス） | S63：新潟駅                                                                    | [ 27 ] |
| 亀田駅西口 （区バス）           | 江南区内         | ■ 区バス                       | 江01：アスパーク亀田・新潟市民病院                                             | [ 28 ] |
| 亀田駅 （カナリア号）           | 江南区内         | ■ カナリア号                   | 江58：亀田駅                                                                   | [ 29 ] |

付記事項
- このうち、区バス、カナリア号はイオンモール新潟南へのアクセスの役割を果たしている[30]。
- 新潟交通グループのロータリー乗り入れは2017年（平成29年）3月25日から開始したものであり、それ以前は西口から徒歩3分の駅前交差点付近に位置する「亀田駅前」バス停まで歩く必要があった[31]。

### 東口
横バス

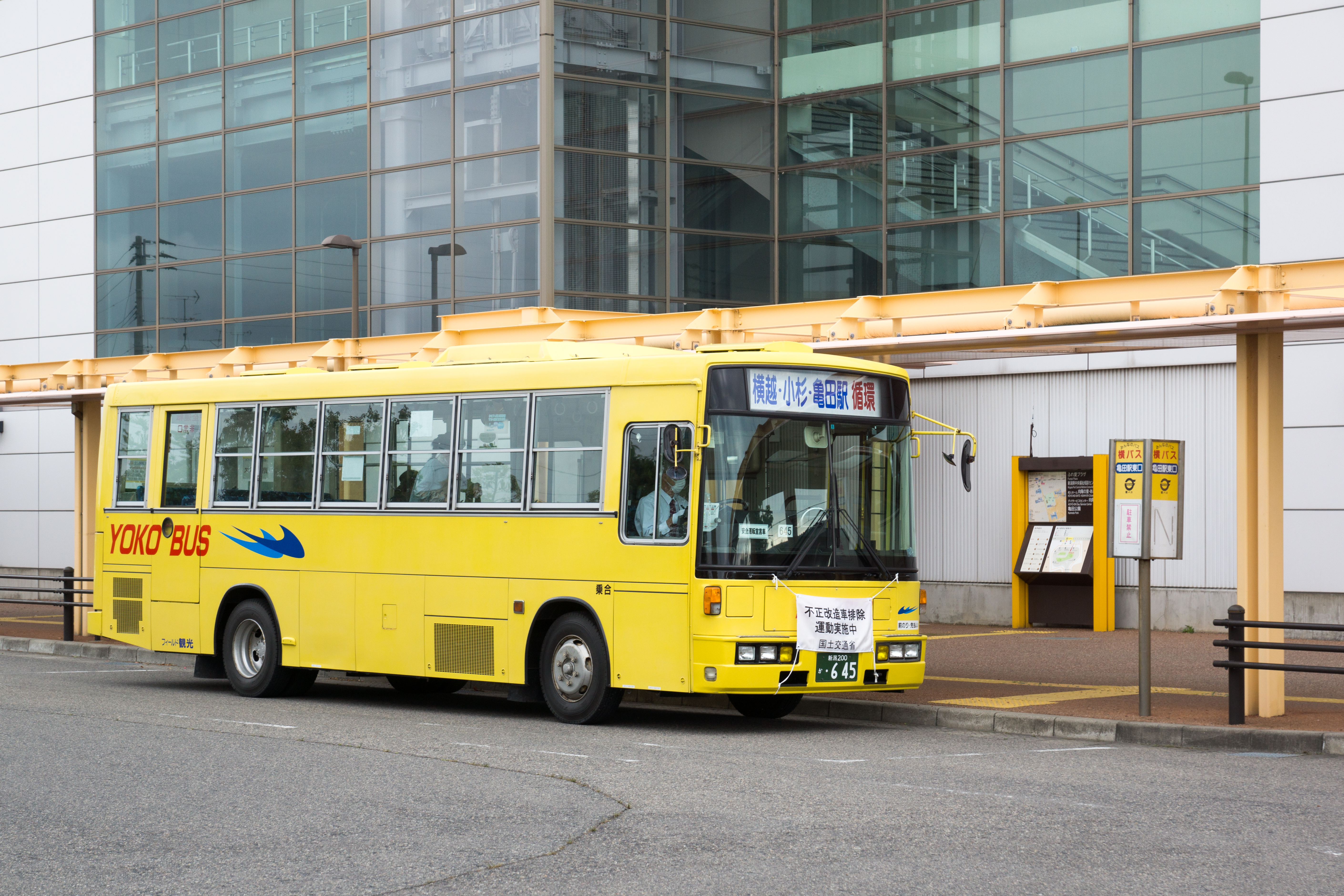
東口に停車中の「横バス」（2017年6月）

横越地区で運行している住民バス「横バス」は、亀田駅東口と区役所横越出張所を基点に、横越・大江山地区の住宅地や集落を巡回するルートで運行している。亀田駅と地区北部を結ぶ「北ルート」と、横越出張所・荻川駅と地区南部を結ぶ循環線の「南ルート」の2系統があり、両者は原則として「横越出張所」で連絡をとる。なお、乗り換えの際の追加運賃は必要ない。平日・土曜のみの運行であり、休日と年末年始は全便運休となる。
当駅からは北ルートが発着する。バス停は東口ロータリー内に設けられている。
| バス停名              | 方面                 | 路線名   | 系統・行先            | 出典   |
| --------------------- | -------------------- | -------- | --------------------- | ------ |
| 亀田駅東口 （横バス） | 江南区内（横越方面） | ■ 横バス | 北ルート：亀田駅 循環 | [ 32 ] |

付記事項
- 現在進められている「新潟駅周辺連続立体交差事業」の工事の際のJR代行バスも、東口からの発着となる。

## 隣の駅
東日本旅客鉄道（JR東日本）
■信越本線
■快速
新津駅 - 亀田駅 - （下りの一部は越後石山駅） - 新潟駅
■普通
荻川駅 - 亀田駅 - 越後石山駅